# Píton-indiana
A píton-indiana (Python molurus) é uma espécie de cobras da família Pythonidae. Pode ser encontrada em Bangladesh, China, Mianmar, Nepal, Paquistão e Sri Lanka.. A Píton indiana também  tem no zoológico de Sorocaba (Zoo Quinzinho de Barros).

## Ligação externa
- «Zoo de Sorocaba: Píton-indiana»